# Piet Stalmeier

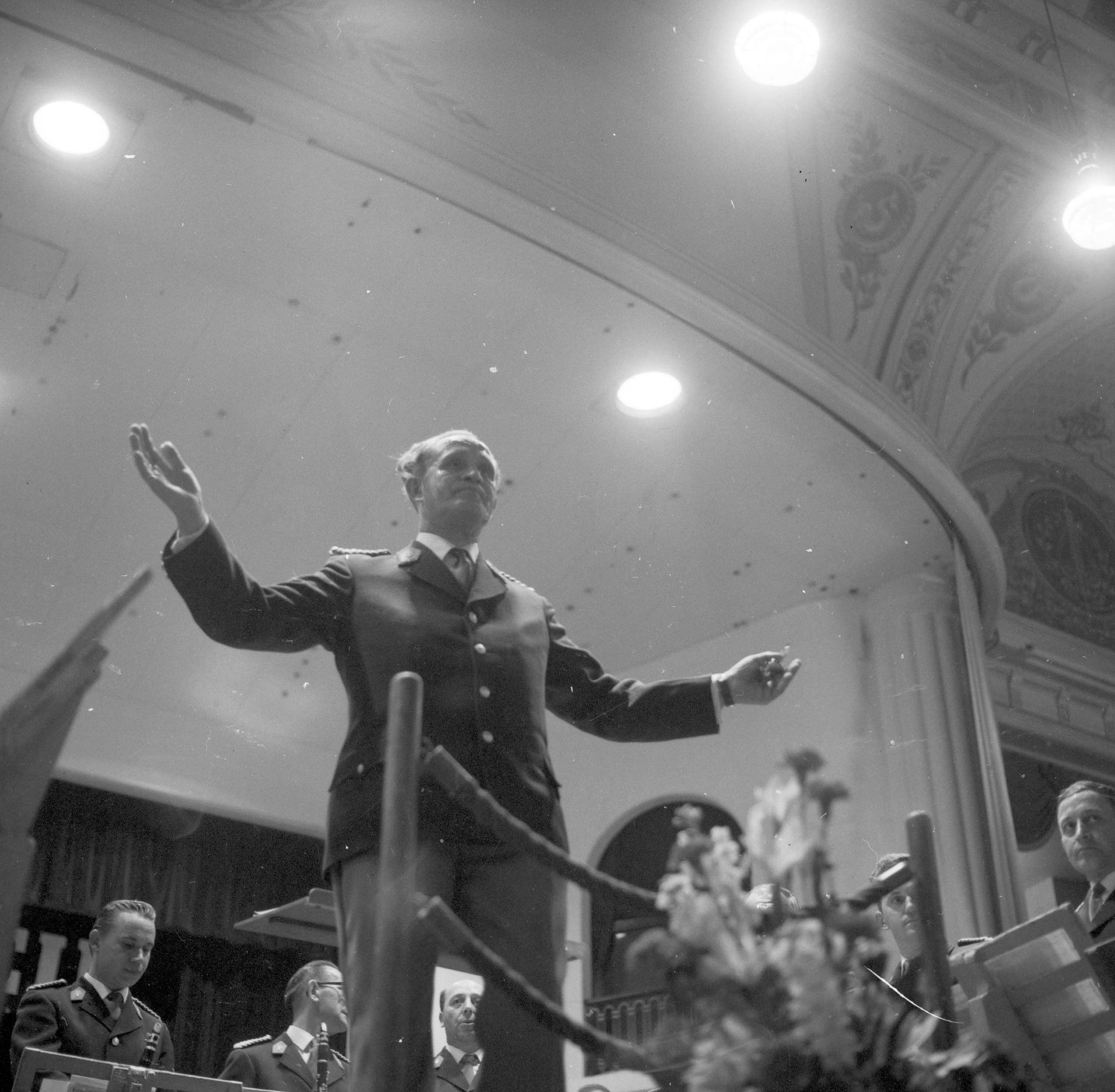
Stalmeier (1967)

Petrus Cornelis „Piet“ Stalmeier  (* 10. Juli 1912 in Denekamp, Niederlande; † 2. September 1990 in Wien) war ein niederländischer Komponist, Dirigent und Musiker.
Aus einer musikalischen Familie stammend, bekam er schon als kleiner Schuljunge Violin, Klavier und Klarinettenunterricht. Mit 11 Jahren spielte er schon Orgel in der  St. Barbara Kirche von Treebeek, Niederlande. In der Musikschule von Heerlen war er ein eifriger Schüler. 1929 begann er sein Studium am Konservatorium in Lüttich in den Fächern Klavier bei Louis Closson, Orgel bei Charles Hens, Kammermusik bei Jules Robert, Harmonielehre, Kontrapunkt und Komposition bei François Rasse und A. Marsick. 1935 schloss er mit dem Diplom de Virtuosité und den höchsten Auszeichnungen ab. Sodann studierte er in Maastricht bei Henri Hermans Dirigieren. Diese Studien vervollständigte er bei Eduard Flipse in Rotterdam, der zu damaliger Zeit Dirigent der Rotterdamer Philharmoniker war.
Da sein Vater als Klarinettist im Blasorchester des staatlichen Bergwerks Emma mitwirkte, kam er nach seinem Studium unmittelbar auch mit dem Medium Blasorchester in Kontakt. Er wurde Dirigent von zahlreichen Chören (zum Beispiel: Rumpens mannenchor, St. David Simpelveld und Kerkrade-Spekholzerheide, Chor der staatlichen Bergwerke in Treebeek) und Blasorchestern (zum Beispiel:Fanfare-Orchester Harpe Davids und Blasorchester Concordia beide aus Treebeek, Blasorchester Heer Vooruit aus Heer bei Maastricht, Blasorchester Echo der Kempen aus Bergeijk, Blasorchester Eendracht maakt Macht aus Wessem, Blasorchester St. Caecilia aus Hoensbroek) und das Symphonie-Orchester aus Hoensbroek.
1986 bekam der den Preis Nederlandse Blaasmuziek und am 30. April 1987 wurde er von Königin Beatrix zum Ritter im Orden von Oranien-Nassau ernannt.
Er war ein begehrter Wertungsrichter bei Wettbewerben in Belgien, Frankreich, Luxemburg, Italien und natürlich in den Niederlanden.
Am Konservatorium in Maastricht war er Dozent für das Dirigieren von Blasorchestern.

## Werke
Werke für Blasorchester
| - 1935 Ellinore Ouverture opus 7 - 1940 Fête au Village Ouverture 1. La Procession 2. Danse Villagoise 3. Fête - 1967 Ouverture Fantastique - 1968 Kleine Suite für Blasorchester 1. Intrada alla Marcia 2. Air (Melodie) 3. Allegro rondo - 1970 Spanish Suite 1. Prélude 2. Habanera (Calypso) 3. Paso Doble - 1978 Divertissement Rhapsodique 1. Thema 2. Romantisch 3. Barock (Fugetta) 4. Impressionistisch 5. Expressionistisch - 1978 Images du Vercors - 1979 Suite Picturale 1. Ouverture en Marche 2. Invitation à la Danse 3. Le Rondeau et Finale | - 1981 Een mooie zomderdag Ouverture - 1982 Concertsuite voor Fanfare(-Orchester) 1. Ouverture 2. Romance (nostalgie) 3. Rondo Scherzando 4. Epiloog - 1983 Drie Symfonische schetsen 1. Prélude 2. Danse 3. Finale - 1985 Suite Pastorale 1. Aurore 2. A l’Eglise 3. Fête Populaire (Rondeau) - 1985 Missa simplex für gemischten Chor und Blasorchester - 1985 Impressions du Village Suite 1. Au Matin 2. Meditation 3. Cortège - 1988 Peaco of Life Prelude für Fanfare-Orchester - Quintique |

## Bibliografie
- Wolfgang Suppan, Armin Suppan: Das Neue Lexikon des Blasmusikwesens, 4. Auflage, Blasmusikverlag Schulz GmbH, Freiburg-Tiengen 1994, ISBN 3-923058-07-1.
- Paul E. Bierley, William H. Rehrig: The heritage encyclopedia of band music: composers and their music, Westerville, Ohio: Integrity Press, 1991, ISBN 0-918048-08-7.
- Caspar Becx, Loek Paques: Componisten en hun Blaasmuziek – Repertorium Notities. Samo Nederland, Utrecht 1989, ISBN 90-70628-16-3.
- Norman E. Smith: March music notes, Lake Charles, La.: Program Note Press, 1986, ISBN 978-0-9617346-1-9.
- Paul Frank, Burchard Bulling, Florian Noetzel, Helmut Rosner: Kurzgefasstes Tonkünstler Lexikon – Zweiter Teil: Ergänzungen und Erweiterungen seit 1937, 15. Aufl., Wilhelmshaven: Heinrichshofen, Band 1: A–K. 1974. ISBN 3-7959-0083-2; Band 2: L–Z. 1976. ISBN 3-7959-0087-5.

| Personendaten    | Personendaten                                    |
| ---------------- | ------------------------------------------------ |
| NAME             | Stalmeier, Piet                                  |
| ALTERNATIVNAMEN  | Stalmeier, Petrus Cornelis                       |
| KURZBESCHREIBUNG | niederländischer Komponist, Dirigent und Musiker |
| GEBURTSDATUM     | 10. Juli 1912                                    |
| GEBURTSORT       | Denekamp, Niederlande                            |
| STERBEDATUM      | 2. September 1990                                |
| STERBEORT        | Wien                                             |